# Remparts de Parthenay
Les remparts de Parthenay sont un ensemble de fortifications urbaines datées du Moyen Âge situés dans la ville de Parthenay, dans le département français des Deux-Sèvres.

## Localisation
Le site de Parthenay se trouve dans une boucle du Thouet, la ville médiévale étant bâtie sur un éperon rocheux, offrant ainsi un bon site défensif naturel. La cité se trouvait également sur l'un des chemins secondaires du pèlerinage  vers Saint-Jacques-de-Compostelle. 

## Historique
L'ensemble des fortifications médiévales sont érigées entre le XIIe et XIIIe siècles, sous l'impulsion du roi d'Angleterre, dont la ville était sous la domination. La ville subit plusieurs sièges au XVe siècle, notamment le siège de 1419 par Charles VII et le siège de 1486 par Charles VIII. Les fortifications sont démantelées dès 1487 mais reconstruites à partir de 1492 et jusqu'au premier tiers du XVIe siècle. 
De nombreuses parties des remparts, ainsi que les portes de ville subsistantes sont classées ou inscrites au titre des monuments historiques : classements en 1885, 1920, 1951, 1992, 2000 et 2003 ; inscription en 1995 (cf. infra).

## Description
Les fortifications sont organisées sur trois niveaux de défenses : l'enceinte extérieure urbaine, l'enceinte intérieure dite « de la citadelle » et le château lui-même.

### L'enceinte urbaine
L'enceinte de la ville s'étendait sur trois kilomètres environ, rythmée par des tours circulaires,. Au nord et à l'ouest, l'enceinte est restée intacte car se trouvant en bordure d'un plateau rocheux, alors qu'au sud et à l'est, les remparts ont été détruits, principalement au XIXe siècle à cause du développement urbain. Cette dernière partie, plus vulnérable, était complétée par une série de fossés, également comblés au XIXe siècle.
L'enceinte urbaine était percée de quatre portes de ville : 
- La porte Saint-Jacques, s'ouvrant vers le nord et donnant vers un des chemins du pèlerinage vers Saint-Jacques-de-Compostelle[7]. La porte, toujours en état, est flanquée de deux tours elliptiques massives à toit plat bordé de créneaux. Précédant cette porte, un pont fortifié, dit pont de la porte Saint-Jacques, enjambe le Thouet, complétant l'aspect défensif de la porte ;
- La porte du Bourg-Belay donne sur l'est ;
- La porte du Marchioux au sud-est dont il ne reste rien de visible, détruite pendant la période de la Restauration ;
- La porte du Sépulcre donnant sur le sud et également détruite.

### L'enceinte de la citadelle
Ces fortifications, reliées à la fois au château et à l'enceinte extérieure, étaient bâties sur un promontoire rocheux. Elles ne donnaient vers l'extérieur que par une seule porte, la porte de la Citadelle ou tour de l'Horloge, dont l'architecture fait écho à la porte Saint-Jacques,, un châtelet formé de deux grosses tours en amande percées d'archères, donnant accès au quartier seigneurial. C'est le roi Jean sans Terre qui en 1214 donne de l'argent afin de fortifier la place.

### Le château
Le château constituait la troisième ligne de défense de la ville. La muraille du château possédait plusieurs tours rondes et dominait le reste de la ville.

## Protections
Les remparts de Parthenay font l'objet de multiples protections au titre des monuments historiques :
- Classement de la porte Saint-Jacques par arrêté du 27 août 1885 ;
- Classement du pont de la porte Saint-Jacques par arrêté du 20 novembre 1920 ;
- Classement de la porte de la Citadelle par arrêté du 20 novembre 1920 ;
- Classement des abords immédiats de la porte de la Citadelle par arrêté du 5 février 1951 ;
- Inscription des remparts de la ville basse par arrêté du 16 juin 1992 ;
- Classement des remparts de la citadelle, de la partie des remparts de la ville basse appartenant à la commune, y compris la partie des vestiges de l'église Saint-Jean par arrêté du 18 septembre 1995 ;
- Classement des remparts avancés de la citadelle, lieudit La Prée, avec la tour trilobée par arrêté du 27 mars 2000 ;
- Classement de la portion d'enceinte urbaine par arrêté du 20 mars 2003.

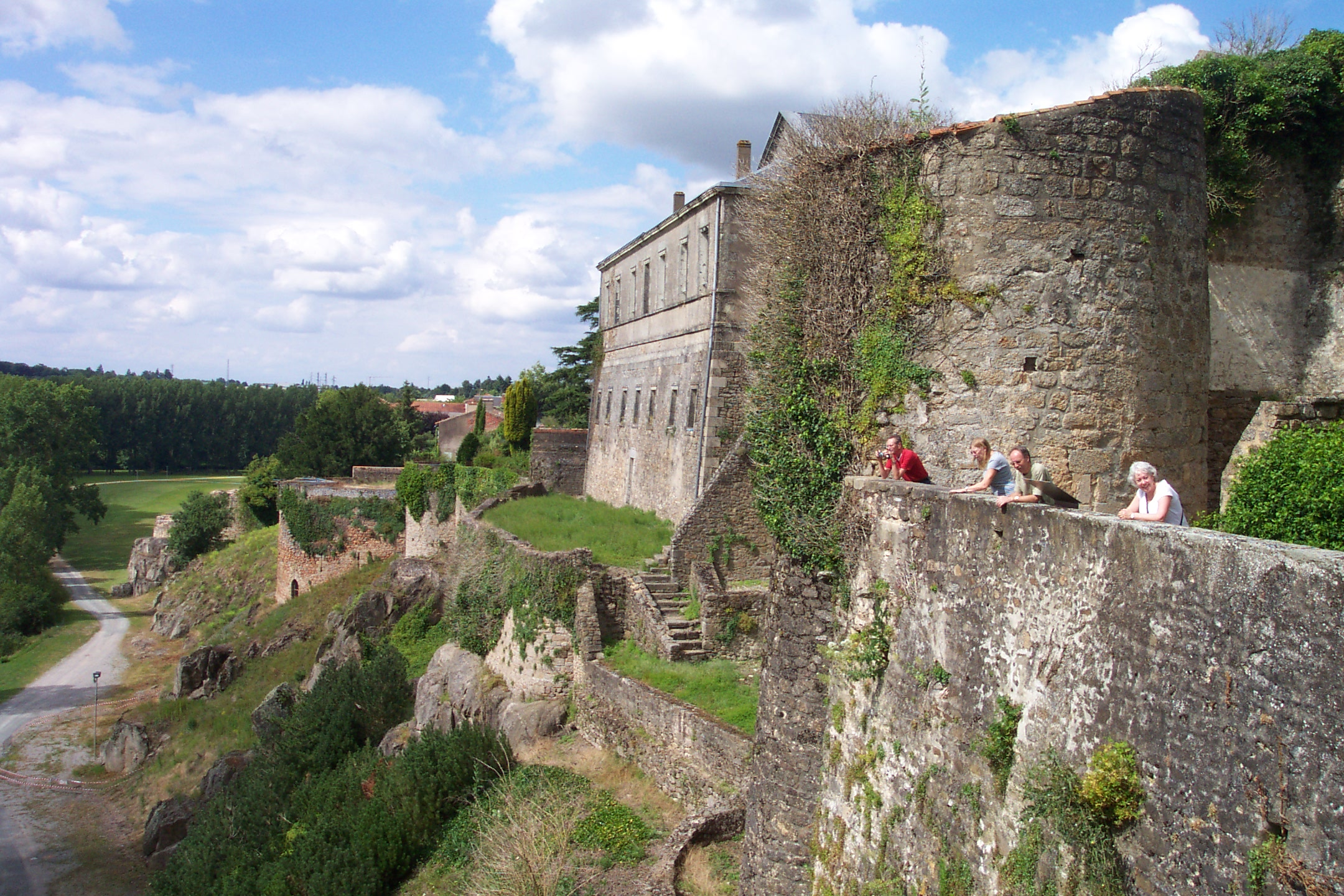
Remparts de la citadelle.
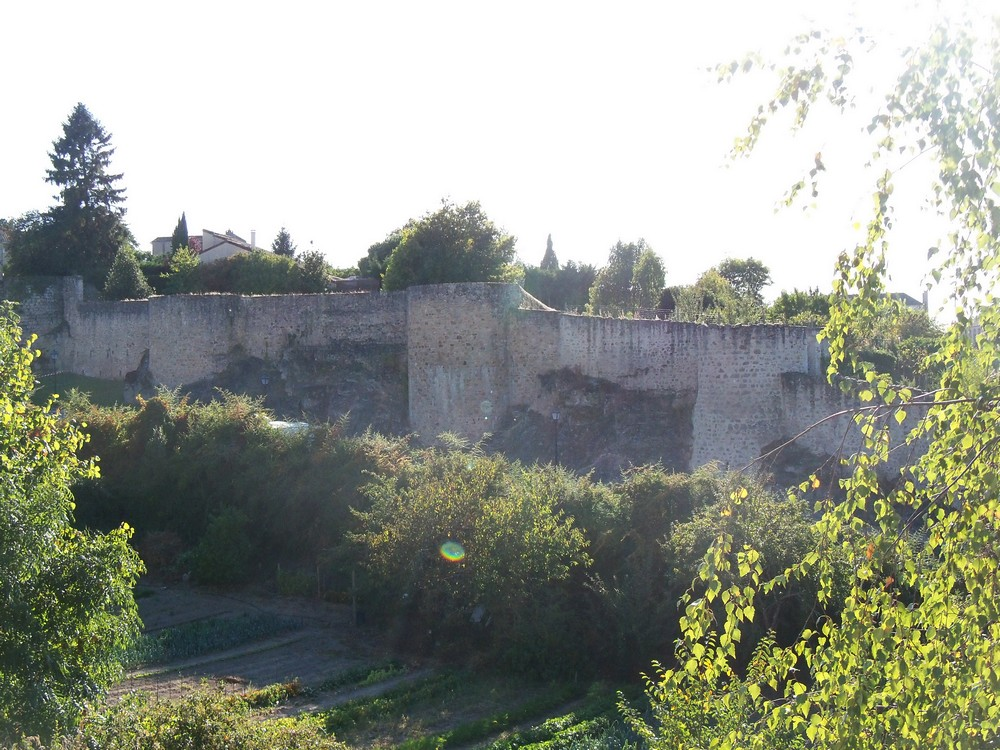
Remparts de Parthenay.
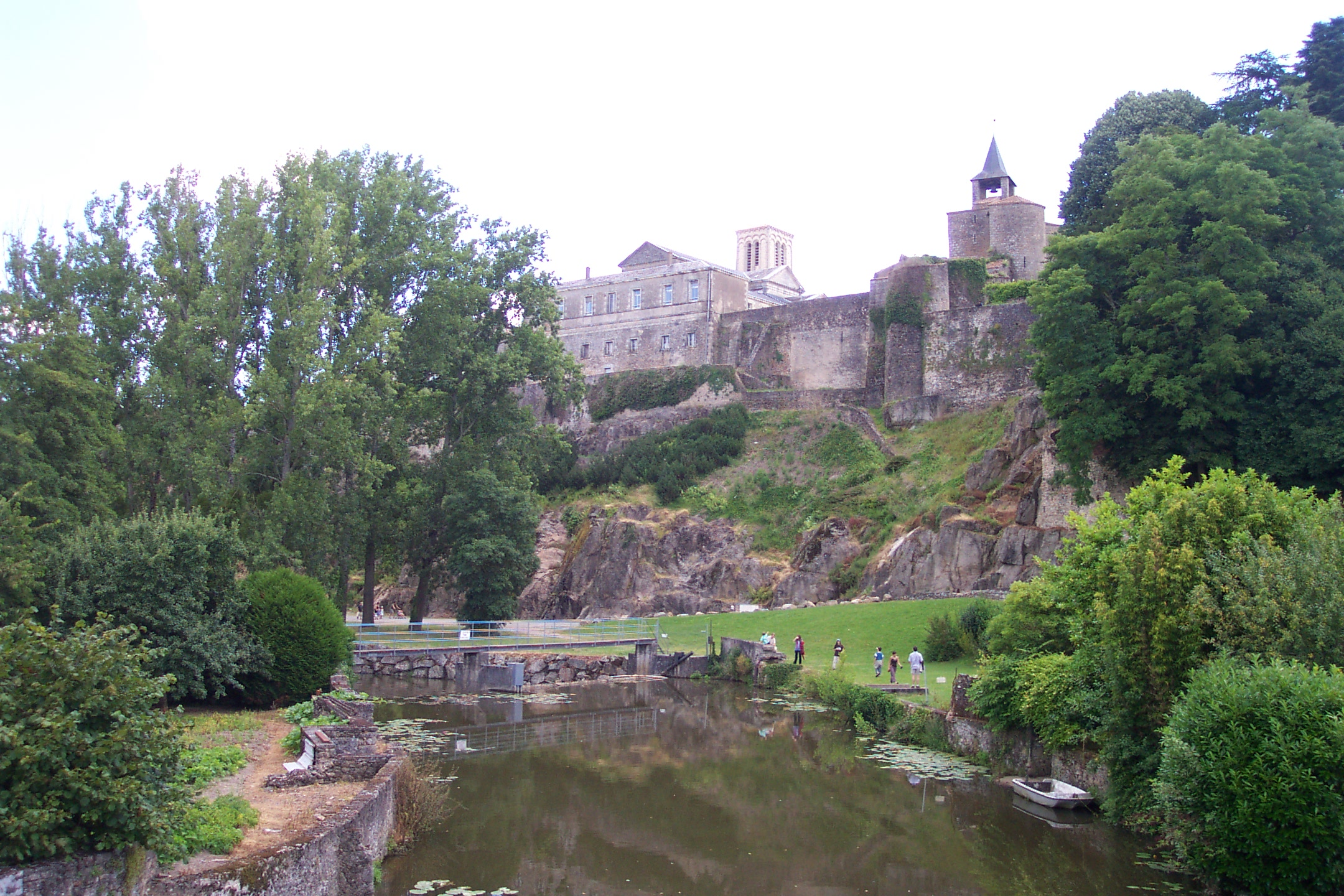
Remparts de la citadelle depuis la ville basse.
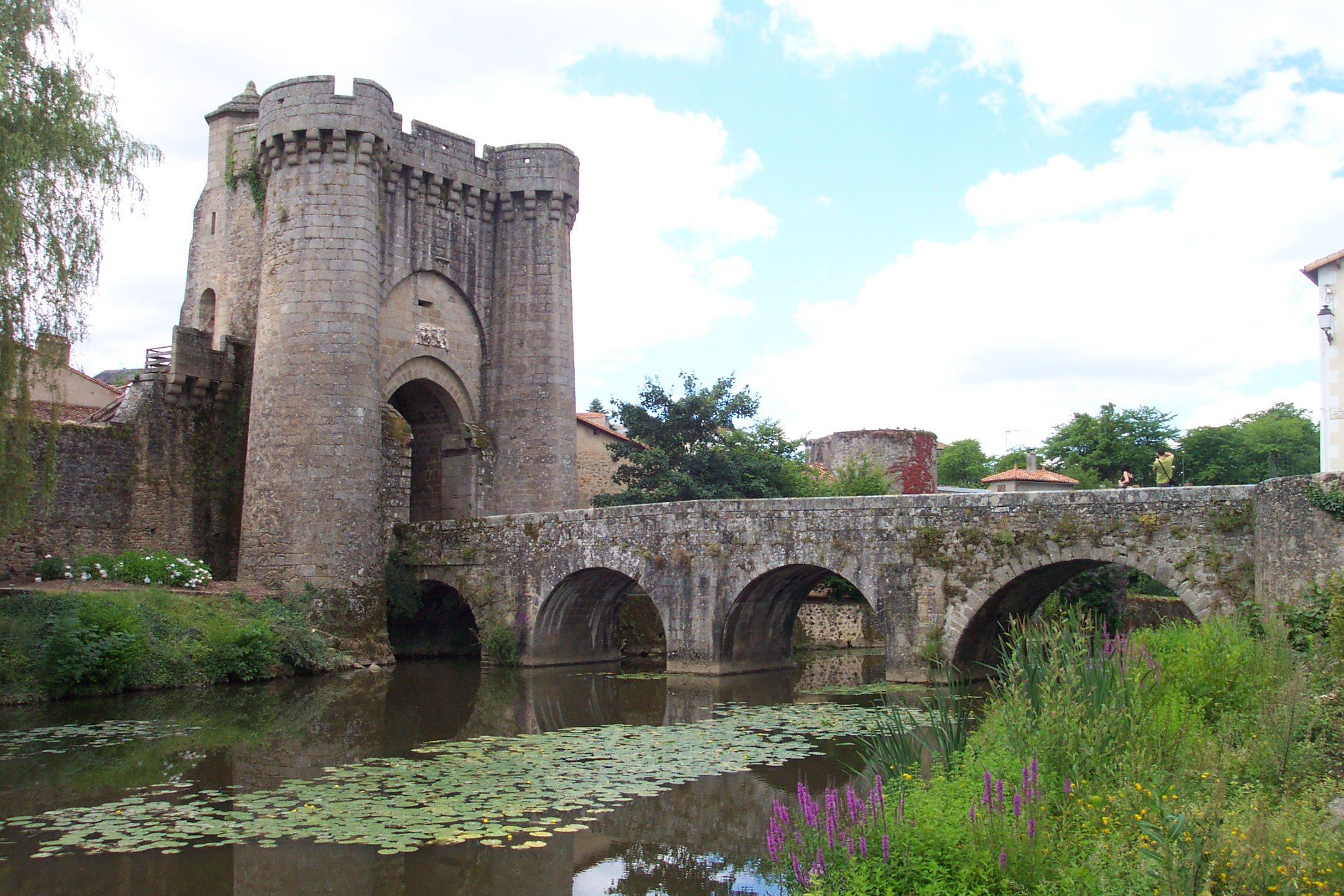
Le pont et la porte Saint-Jacques.